# 니시네정
니시네정(西根町)은 이와테현 이와테군에 설치되었던 정이다. 정의 남부엔 이와테산 나나시구레산이 있다.
두충・장삭황마의 생산에 주력했다. 
2005년 9월 1일에 마쓰오촌, 아시로정과 합병돼 하치만타이시가 되었다.

## 연혁
- 1889년 4월 1일 : 정촌제 시행과 함께 다이라다테촌, 니시네촌, 오부케촌, 덴도촌이 성립하였다.
- 1896년 3월 29일 : 기타이와테군과 미나미이와테군이 합병해, 이와테군이 되었다.
- 1956년 9월 30일 : 히라타테촌, 오사라촌, 다가시라촌, 데라다촌과 합병해, 이와테군 니시네촌이 되었다.
- 1961년 11월 1일 : 니시네 촌이 정으로 승격해 이와테군 니시네정이 되었다.
- 2005년 9월 1일 : 니시네정, 야스시로정, 마츠오촌과 합병하여 하치만타이시가 되었다.

## 교통

### 철도
- 동일본 여객철도
  - 하나와선

### 도로
- 국도 282호선